# الشراقي (حجة)
الشراقي هي إحدى قرى الجمهورية اليمنية. وهي تتبع جغرافيًا لمحافظة حجة. وإداريًا لمديرية الشغادره. يبلغ تعداد سكانها 1617 نسمة حسب الإحصاء الذي جرى عام 2004.